# Wake Up (álbum de BTS)
Wake Up es el álbum de estudio debut en Japón del grupo surcoreano BTS, el cual fue publicado el 24 de diciembre de 2014. El álbum presenta trece canciones, incluyendo las versiones en japonés de «No More Dream», «Boy in Luv» y «Danger», además de dos canciones en japonés originales: «Wake Up» y «The Stars». El álbum se posicionó en el puesto 2 de la Oricon.

## Ediciones
- Limited Edition Type A (PCCA-4137): esta edición limitada presenta, además de la lista de canciones original del álbum, un videoclip del primer fan meeting (lit. encuentro con los fanes) de BTS en Japón en el Sala municipal del Domo de Tokio, y un boleto de lotería para su campaña.
- Limited Edition Type B (PCCA-4138): esta edición limitada presenta, además de la lista de canciones original del álbum, un DVD con los videoclips de las versiones en japonés de los sencillos de BTS, y un boleto de lotería para su campaña.
- Regular Edition (PCCA-4139): la edición regular, incluye únicamente el CD y una tarjeta con una foto aleatoria.

## Lanzamiento
Tres canciones del álbum fueron lanzadas como sencillos:
El sencillo debut es una versión en japonés de «No More Dream», y fue publicado el 4 de junio de 2014. Se posicionó en el número 8 en la lista semanal de Oricon, vendiendo más de 34,000 copias. Type A, Type B y una edición regular del sencillo fue publicada y también incluida una versión en japonés de «Attack on Bangtan (進撃の防弾?)», mientras que la edición regular incluía aparte una edición en japonés de «I Like It! (いいね!?)».
El segundo sencillo es una versión en japonés de «Boy in Luv» y fue publicada el 16 de julio de 2014. Se posicionó en el número 4 en la lista semanal de Oricon, vendiendo más de 44,000 copias. Type A, Type B y una edición regular también incluía una versión en japonés de «N.O», mientras que la edición regular incluía aparte una versión en japonés de «Just One Day».
El tercer y final sencillo es una versión en japonés de «Danger» y fue publicada el 19 de noviembre de 2014. Se posicionó en el número 5 en la lista semanal de Oricon, vendiendo 49,124 copias en la primera semana de su lanzamiento. Type A, Type B y una edición regular también incluía un remix de Sonpub de la versión en japonés de «Attack on Bangtan», mientras que la edición regular incluía aparte una versión en japonés de «Miss Right».

### Promoción
Para la promoción de su álbum de estudio debut allí, BTS hizo su primera gira por Japón, llamada: Bangtan Boys 1st Japan Tour 2015 「Wake Up: Open Your Eyes」 (防弾少年団1st JAPAN TOUR 2015 「WAKE UP: OPEN YOUR EYES」?). Esta gira incluyó Tokio, Osaka, Nagoya y Fukuoka a partir del 10 hasta el 19 de febrero de 2015, atrayendo a más de 25,000 espectadores.

## Lista de canciones
| N.º   | Título                                                                                      | Escritor(es)                                                           | Duración |  |
| 1.    | «Intro»                                                                                     | Shingo Suzuki                                                          | 1:15     |  |
| 2.    | «The Stars»                                                                                 | KM-Markit, Rap Monster, Suga, J-Hope, Pdogg                            | 4:16     |  |
| 3.    | «Jump» (Japanese Ver.)                                                                      | Suga, Pdogg, Supreme Boi, Rap Monster, J-Hope                          | 3:56     |  |
| 4.    | «Danger» (Japanese Ver.)                                                                    | Pdogg, Thanh Bui, Rap Monster, Suga, J-Hope, KM-Markit                 | 4:05     |  |
| 5.    | «Boy in Luv» (Japanese Ver.)                                                                | Pdogg, "Hitman" Bang, Rap Monster, Suga, Supreme Boi, KM-Markit        | 3:50     |  |
| 6.    | «Just One Day» (Extended Japanese Ver.)                                                     | Pdogg, Rap Monster, Suga, J-Hope                                       | 5:34     |  |
| 7.    | «I Like It!» (いいね!; Ī Ne!)                                                               | Slow Rabbit, Rap Monster, Suga, J-Hope                                 | 3:51     |  |
| 8.    | «I Like It! Pt. 2 ~In That Place~» (いいね！Pt.2～あの場所で～; Ī Ne! Pt. 2 ~Ano Basho De~) | Slow Rabbit, Rap Monster, Suga, J-Hope                                 | 3:56     |  |
| 9.    | «No More Dream» (Japanese Ver.)                                                             | Pdogg, "Hitman" Bang, Rap Monster, Suga, J-Hope, Supreme Boi, Jungkook | 3:42     |  |
| 10.   | «Attack on Bangtan/The Rise of Bangtan» (Japanese Ver. 進撃の防弾; Shingeki no Bōdan)       | Pdogg, Rap Monster, Suga, J-Hope                                       | 4:07     |  |
| 11.   | «N.O» (Japanese Ver.)                                                                       | Pdogg, "Hitman" Bang, Rap Monster, Suga, J-Hope, Supreme Boi           | 3:30     |  |
| 12.   | «Wake Up»                                                                                   | Swing-O, Rap Monster, Suga, J-Hope, KM-Markit                          | 5:52     |  |
| 13.   | «Outro»                                                                                     | Shingo Suzuki                                                          | 1:36     |  |
| 49:30 |                                                                                             |                                                                        |          |  |

| DVD de Type A | |          |  |
| N.º           | Título | Duración |  |
| 1.            | «Japan Official Fan Meeting Vol. 1 at Tokyo Dome City Hall» (2014年5月に行われた日本ファンミーティング時の映像数曲収録予定) |          |  |

| DVD de Type B (MVs) |                                 |          |  |
| N.º                 | Título                          | Duración |  |
| 1.                  | «No More Dream» (Japanese Ver.) | 4:50     |  |
| 2.                  | «Boy in Luv» (Japanese Ver.)    | 4:42     |  |
| 3.                  | «Danger» (Japanese Ver.)        | 4:46     |  |
| 4.                  | «Danger» (Japanese Dance Ver.)  |          |  |

## Posicionamiento en listas
| Lista            | Posición pico |
| ---------------- | ------------- |
| (Oricon Diaria)  | 2             |
| (Oricon Semanal) | 3             |

## Historial de lanzamientos
| País          | Fecha                   | Formato              | Sello              |
| ------------- | ----------------------- | -------------------- | ------------------ |
| Japón         | 24 de diciembre de 2014 | CD, descarga digital | Pony Canyon        |
| Corea del Sur | 26 de febrero de 2015   | Descarga digital     | LOEN Entertainment |